# Bartolomeu de Pisa
Bartolomeu de Pisa, também conhecido como Bartolomeu de Rinonichi (Pisa?, ? — ?, c. 1401) foi um frade franciscano e escritor italiano. 
É documentado em Pisa a partir de 15 de outubro de 1352 como frade menor, e depois obteve um bacharelado acadêmico e atuou como leitor em estúdios franciscanos de Pádua e Florença. Em 1373 o Capítulo Geral de Toulouse o nomeou para o estúdio de Cambridge, onde deveria cursar o mestrado em teologia, mas não pôde ir, impedido pelos tumultos da Guerra dos Cem Anos. Fez então estudos em Bolonha e obteve o mestrado por bula do papa Gregório XI em 1375. Fontes antigas o listam entre os professores das universidades de Pisa e Florença, mas esses registros são errôneos e parece nunca ter ensinado em universidades.
Participou do Capítulo Geral de Assis em 1399, onde apresentou sua obra De conformitate vitae Beati Francisci ad vitam Domini Nostri Iesu Christi, uma vasta biografia de São Francisco de Assis em três volumes, composta entre 1385 e 1390, que tem o objetivo principal de provar a conformidade da vida do santo com a de Jesus. É sua obra mais importante, recebeu a aprovação oficial da Ordem, teve uma grande repercussão sobre a espiritualidade franciscana e lhe garantiu uma grande e duradoura fama. Também é importante por fazer uso de todas as principais fontes franciscanas primitivas e uma extensa lista de outros autores, por fazer uma completa exposição da Regra da Ordem e apresentar um amplo quadro do perfil da comunidade, com seus personagens mais relevantes, categorizados geograficamente e por suas atividades principais (teólogos, exegetas, filósofos, santos, etc), além de descrever a distribuição dos franciscanos por províncias, custódias e conventos, sendo uma valiosa fonte sobre a história franciscana, embora, sendo um tratado apologético, muitas passagens sejam obviamente legendárias, recorrendo ao miraculoso e ao sobrenatural. O enorme sucesso da obra se comprova no grande número de cópias integrais manuscritas e depois impressas, e de excertos, paráfrases e citações. A partir do século XVI passou a ser intensamente atacada por luteranos e jansenistas.
Escreveu ainda De vita et laudibus beatae Mariae Virginis, uma biografia da Virgem Maria, e duas coletâneas de sermões para a Quaresma, De casibus conscientiae (1390, com 88 sermões), e De contemptu mundi (1397, com 58 sermões), que tiveram uma larga circulação. Sua produção literária atesta a sua erudição e a largueza dos seus conhecimentos sobre os escritores clássicos, a patrística, a filosofia e a teologia.